# Јоан Маестри
Јоан Маестри (енгл. Yoann Maestri; 14. јануар 1988) професионални је рагбиста и репрезентативац Француске, који тренутно игра за најтрофејни клуб из Европе Тулуз. Висок 201 цм, тежак 121 кг, игра у другој линији скрама. Од 2006. до 2009. одиграо је 44 утакмице за Тулон. Његове добре партије нису прошле непримећено, па је лета 2009. потписао за Тулуз. За Тулуз је до сада одиграо 164 мечева и постигао 5 есеја. Са Тулузом је освојио титулу шампиона Европе 2010. и титулу шампиона Француске 2011. Дебитовао је за "галске петлове" против Италије фебруара 2012. До сада је за репрезентацију Француске одиграо 42 тест меча и постигао 1 есеј.